# 찰턴 헤스턴
찰턴 헤스턴(영어: Charlton Heston, 본명은 존 찰스 카터(영어: John Chalres Carter), 1923년 10월 4일~2008년 4월 5일)은 미국의 배우이다. 《십계》의 모세, 《벤허》의 주인공 역으로 출연하였으며 1960년 아카데미 남우주연상을 수상하였다.

## 생애
일리노이주 에번스턴에서 태어나 1947년 《안토니우스와 클레오파트라》에 브로드웨이 데뷔하였다.
그의 첫 헐리우드 영화는 《다크 시티》(1950)이며, 이어서 《지상 최대의 쇼》(1952)에서 서커스의 매니저, 《대통령의 여인》(1953)에서 앤드루 존슨 대통령 역을 맡았다.
자신의 폭넓은 어깨, 윤곽이 분명한 용모, 강제적인 연설 목소리와 함께 당당한 스크린 존재를 지닌 헤스턴은 세실 B. 드밀 감독의 《십계》(1956)에서 주인공 모세 역을 맡아 열연하였다.

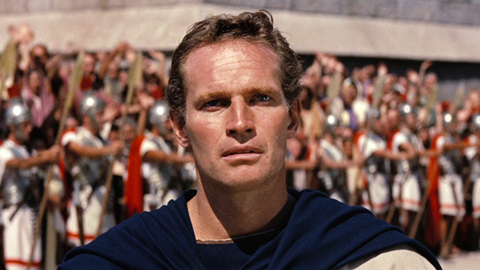
유다 벤허 역을 맡은 찰턴 헤스턴. 1959년작 《벤허》

남우주연상을 포함하여 11개의 아카데미상을 휩쓴《벤허》(1959)는 그의 지위를 헐리우드 역사상 최고의 배우로 격상시켰다.
그를 서사시적인 역할로 맡게 한 영화들은 이름의 시조가 된 스페인의 전사 역의《엘 시드》(1961), 미켈란젤로 역의 《고통과 황홀경》(1965), 그리고 세례자 요한으로 나온 《일생에 가장 위대한 이야기》(1965) 등이다.
1968년 헤스턴은 서부 영화 《윌 페니》와 《혹성탈출》에 출연하였다. 그는 지속적으로 증명될 수 있도록 하였으며, 시기적인 드라마들에 계속 출연하였다. 《줄리어시 시저》(1970)와 영화판 《안토니우스와 클레오파트라》(1973, 자신이 감독을 겸함)에서 두번이나 마르쿠스 안토니우스 역을 맡았다.
또한 스크린 배우 조합의 회장(1966~71)과 미국 영화 연구소의 의장(1973~83)에 이어, 전미총기협회의 회장(1998~2003)을 지내기도 하였다.
캘리포니아주 비벌리힐스에서 84세의 나이로 사망하였다.

## 주요 출연 작품
- 《다크 시티 (Dark City)》, 1950
- 《지상 최대의 쇼 (The Greatest Show on Earth)》, 1952
- 《십계 (The Ten Commandments)》의 모세, 1956
- 《악의 손길》 (1958)
- 《위대한 서부 (The Big Country)》의 스티브, 1958
- 《벤허 (Ben-Hur)》의 유다 벤허 (아카데미 남우주연상 수상), 1959
- 《엘 시드 (El Cid')》의 로드리고 엘시드, 1961
- 《다이아몬드 헤드 (Diamond Head)》, 1963
- 《북경의 55일 (55 Days at Peking)》의 매트 루이스, 1963
- 《고통과 환희 (The Agony and the Ecstasy)》의 미켈란젤로, 1965
- 《카운터포인트 (Counterpoint, 대위법)》, 1968
- 《혹성탈출 (Planet of the Apes; 원숭이 행성)》의 조지 테일러, 1968
- 《율리우스 시이저 (Julius Caeser)》의 안토니우스, 1969
- 《속 혹성탈출 (Beneath the Planet of the Apes)》, 1970
- 《오메가맨 (The Omega Man)》의 로버트 네빌, 1971
- 《안토니우스와 클레오파트라 (Antony and Cleopatra)》의 마르쿠스 안토니우스, 1972
- 《소일렌트 그린 (Soylent Green)》, 1973
- 《삼총사 (The Three Musketeers)》, 1973
- 《대지진 (Earthquake)》, 1974
- 《에어포트 1975 (Airport 1975)》, 1974
- 《사총사 (The Four Musketeers)》, 1974
- 《미드웨이 (Midway)》, 1976
- 《왕자와 거지 (Crossed Swords)》, 1977
- 《툼스톤 (Tombstone)》,
- 《트루 라이즈 (True Lies)》, 1994
- 《햄릿 (Hamlet)》, 1996
- 《혹성탈출 (Planet of the Apes)》, 2001